# Unterberg (Gemeinde Dorfgastein)
Unterberg ist eine Rotte und eine Ortschaft in der Gemeinde Dorfgastein im österreichischen Bundesland Salzburg.

## Geografie

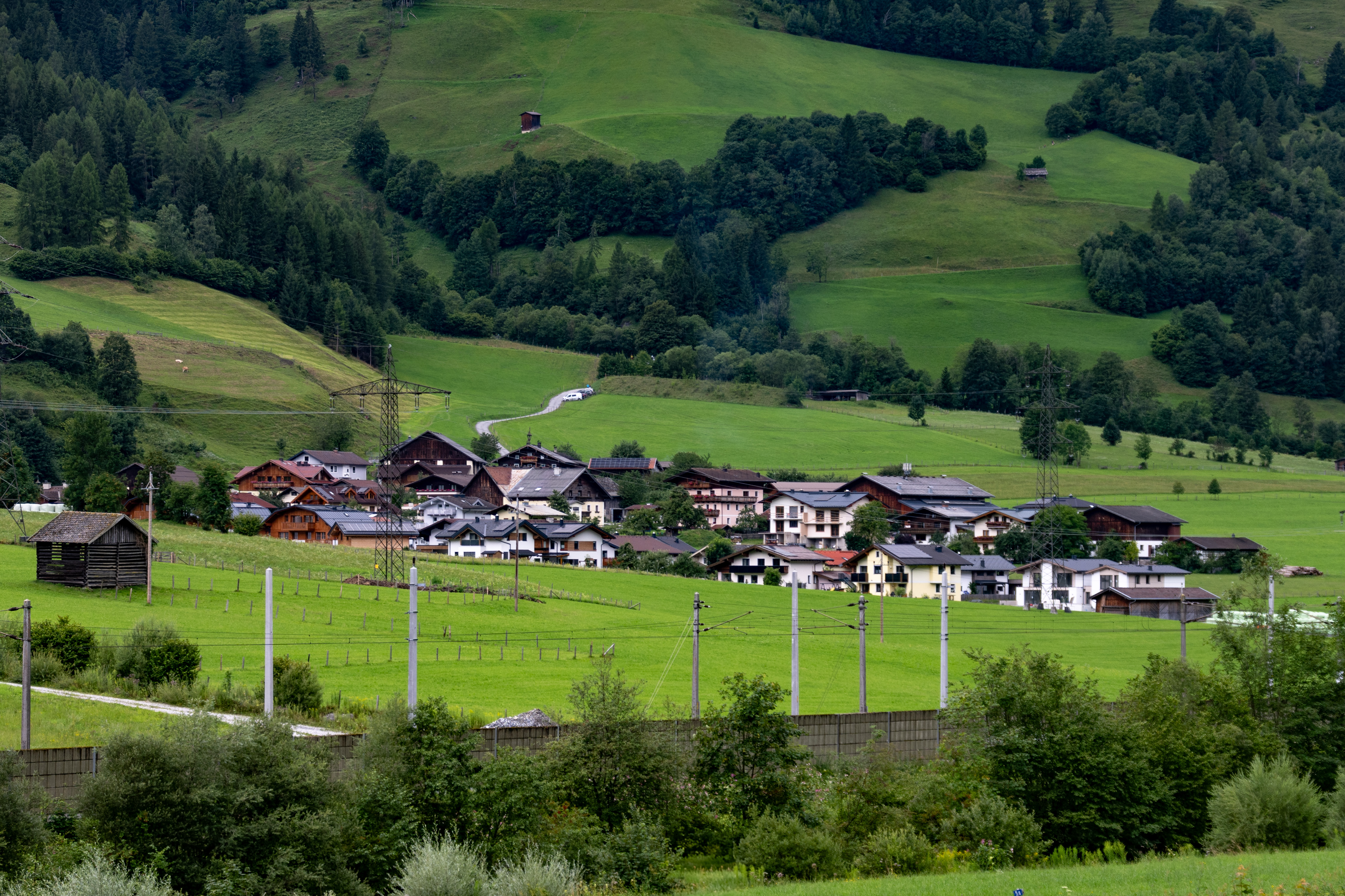
Ortsansicht der Rotte Unterberg

Zur Ortschaft Unterberg gehören die Rotte Unterberg sowie die Almen Amoseralm, Amoser-Hochalm, Heinreichalm, Huberalm, Kokaseralm, Lehenalm, Schloßalm und Stoffalm. Die Ortschaft umfasst 51 Adressen (Stand: 1. April 2020) und hat 184 Einwohner (Stand: 1. Jänner 2025). Sie befindet sich in der Katastralgemeinde Klammstein.
Die Rotte Unterberg liegt auf einer Höhe von 830 m ü. A. Östlich davon fließt der Fluss Gasteiner Ache und direkt durch die Siedlung dessen Nebenbach Unterberggraben. Bei Unterberg wachsen Kleinblütiges Knopfkraut (Galinsoga parviflora) und Mutterkraut (Tanacetum parthenium). Bei einer Erhebung der Vogelarten des Gasteinertals in den 1980er Jahren wurden an Felsen nördlich von Unterberg die Felsenschwalbe (Ptyonoprogne rupestris) und im Ort selbst der Neuntöter (Lanius collurio) als Brutvögel beobachtet.

## Geschichte
Bei einer Brandkatastrophe im Jahr 1562 wurden in Unterberg 13 Bauernhöfe vernichtet. Dabei starben mehrere Menschen und Vieh. Eine Schneelawine richtete 1817 in Unterberg eine große Verwüstung an. Weite Teile des Herzogtums Salzburg wurden von 27. bis 29. Mai 1821 von einer Naturkatastrophe heimgesucht, die durch Schneeschmelze und Dauerregen verursacht worden war. Dabei wurde bei der Saagmühle in Unterberg eine Brücke über die Gasteiner Ache weggerissen. Bis ins 19. Jahrhundert gab es am Ufer der Gasteiner Ache bei Unterberg Sümpfe.

## Kultur
Der Unterberger Pass ist eine der zahlreichen Krampus-Gruppen („Passen“) des Gasteinertals. Er wurde 2006 gegründet. Zu weiteren in Unterberg aktiven Krampus-Gruppen zählen der 1997 gegründete Lodininger-Pass, der 1998 gegründete Klamm-Pass, der 2003 gegründete Bernkogel-Pass, der 2005 gegründete Feuerwehr-Pass, der 2008 gegründete Präau-Pass und der 2010 gegründete Dorfer-Himmel-Pass.
Noch im späten 19. Jahrhundert wurde in Unterberg und Luggau an den Nachmittagen vor Sonn- und Feiertagen der Brauch von Böllerschüssen praktiziert, nach denen nicht mehr gearbeitet werden durfte. Nach dem zweiten Böllerschuss betete ein Schichtmeister den Rosenkranz vor.

## Infrastruktur
Der Sportplatz Unterberg umfasst einen 90 mal 45 m großen Fußballplatz. Die Siedlung ist über die Bushaltestellen Dorfgastein Unterberg Ort und Dorfgastein Unterberg Süd an den öffentlichen Verkehr angeschlossen. Durch den Ort führen die mittelschweren Mountainbikestrecken Amoser Hochalm und Kögerlalm.